# Temné impérium
Temné impérium (anglicky Dark Empire) neboli Znovuzrozené impérium (anglicky Empire Reborn) byla vesmírná říše ve fiktivním (mimokanonickém) světě Star Wars a přímý nástupce (prvního) Galaktického impéria. Bylo vzkříšeným sithským impériem, které založil roku 4 ABY oživený císař Palpatine (Darth Sidious) po bitvě o Endor, kdy Palpatine přežil svou vlastní smrt naklonováním sebe sama. Říše se měla nacházet v Hlubokém jádru (Deep Core) a usilovat o znovudobytí území Impéria, které bylo poraženo v občanské válce s povstalci. Hlavním protivníkem impéria byla Nová republika. Sithské Temné impérium zaniklo v roce 11 ABY poté, co Palpatine zemřel podruhé na Onderonu a byl zničen Byss, který byl hlavní pevností Temného impéria.
Temné impérium se nachází mimo oficiální kánon pouze v tzv. „legendách“ neboli beletristických komiksových příbězích Dark Empire od Toma Veitche. Zfilmováním třetí trilogie Star Wars (2015–2019) se tato nekanoničnost potvrdila, když byl pro jeho scénář sepsána zbrusu nová frakce Prvního řádu jako pokračovatele Impéria. V této novější trilogii Palpatine (Darth Sidious) vstal z mrtvých podobně jako v komiksech o Temném impériu a rovněž se pokusil o obnovu zaniklého Galaktického impéria v jeho temnější sithské podobě (zde Konečný řád), ale vždy byl Palpatine poražen. V případě Temného impéria přešla moc později na další Impérium vytvořeného Carnorem Jaxem, nyní s přívlastkem Karmínové (Crimson Empire).